# The Long Road Home
Albums de John Fogerty
Deja Vu All Over Again
(2004) Revival
(2007)
The Long Road Home est une compilation de l'auteur-compositeur-interprète américain de rock John Fogerty sortie en novembre 2005.
Elle marque le retour du chanteur sur le label Fantasy Records et rassemble des chansons de John Fogerty en solo et de son ancien groupe Creedence Clearwater Revival. En tout vingt-cinq chansons, dont plusieurs dans des versions inédites en concert que l'on retrouve sur l'album live et le DVD The Long Road Home - In Concert qui sortent en 2006.

## Liste des titres
Écrits et composés par John Fogerty.
| No  | Titre                                    | Durée |
| --- | ---------------------------------------- | ----- |
| 1.  | Born on the Bayou                        | 5:12  |
| 2.  | Bad Moon Rising                          | 2:19  |
| 3.  | Centerfield                              | 3:51  |
| 4.  | Who'll Stop the Rain                     | 2:27  |
| 5.  | Rambunctious Boy                         | 3:54  |
| 6.  | Fortunate Son                            | 2:19  |
| 7.  | Lookin' Out My Back Door                 | 2:32  |
| 8.  | Up Around the Bend                       | 2:40  |
| 9.  | Almost Saturday Night (en) (Live)        | 2:27  |
| 10. | Down on the Corner                       | 2:45  |
| 11. | Bootleg (Live inédit)                    | 3:00  |
| 12. | Have You Ever Seen the Rain?             | 2:38  |
| 13. | Sweet Hitch-Hiker                        | 2:56  |
| 14. | Hey Tonight (Live inédit)                | 2:33  |
| 15. | The Old Man Down the Road                | 3:33  |
| 16. | Rockin' All Over the World (Live inédit) | 2:58  |
| 17. | Lodi                                     | 3:09  |
| 18. | Keep On Chooglin' (Live inédit)          | 4:02  |
| 19. | Green River                              | 2:33  |
| 20. | Deja Vu (All Over Again)                 | 4:13  |
| 21. | Run Through the Jungle                   | 3:05  |
| 22. | Hot Rod Heart                            | 3:29  |
| 23. | Travelin' Band                           | 2:08  |
| 24. | Proud Mary                               | 3:05  |
| 25. | Fortunate Son (Live inédit)              | 2:58  |

- Les titres live inédits ont été enregistrés le 15 septembre 2005 au Wiltern Theatre à Los Angeles. La version live de Almost Saturday Night figurait déjà sur l'album en concert Premonition.

## Classements hebdomadaires
| Classement (1998)             | Meilleure place |
| ----------------------------- | --------------- |
| Allemagne (Media Control AG)  | 78              |
| Australie (ARIA)              | 26              |
| Espagne (Promusicae)          | 92              |
| États-Unis (Billboard 200)    | 13              |
| Nouvelle-Zélande (RIANZ)      | 7               |
| Pays-Bas (Mega Album Top 100) | 6               |
| Royaume-Uni (UK Albums Chart) | 32              |
| Suède (Sverigetopplistan)     | 22              |

## Certifications
Album
| Pays                    | Certification | Unités certifiées |
| ----------------------- | ------------- | ----------------- |
| Australie (ARIA)        | 2 × Platine   | 140 000           |
| États-Unis (RIAA)       | Or            | 500 000           |
| Nouvelle-Zélande (RMNZ) | Platine       | 15 000            |
| Pays-Bas (NVPI)         | Or            | 40 000            |